# سرطان قناة فالوب
سرطان قناة فالوب الأولي (بالإنجليزية: Primary fallopian tube cancer)، هو ورم خبيث ينشأ من قناة فالوب.

## الأعراض
إن الموقع الداخلي لقناة فالوب يجعل من الصعب الوصول إلى تشخيص مبكر. كما أن الأعراض غير محددة، وقد تشمل الألم والإفرازات المهبلية أو النزيف. كما يمكن أن يتم الكشف عن كتلة في الحوض بالفحص الروتيني لأمراض النساء.
تنتج الإفرازات المهبلية في سرطان قناة فالوب من موه البوق المتقطع (hydrops tubae profluens).

## علم الأمراض
نوع السرطان الأكثر شيوعا هو السرطانة الغدية في أكبر المجموعات المكونة من 3051 حالة كما ذكر ستيوارت وآخرون. 88٪ من الحالات كانت في هذه الفئة. ووفقا لهم، كانت نصف الحالات قليلة التمايز، و89٪ على جانب واحد، وينتشر السرطان محليًا ومنطقيًا وبعيدًا. وتشمل الأشكال النادرة من الأورام الأنبوبية: الساركومة العضلية الملساء، وسرطانة الخلايا الانتقالية.
يتشابك الورم في كثير من الأحيان مع المبيض المجاور، وقد يقوم إخصائي علم الأمراض وليس الجراح بتحديد أن أصل الآفة في الواقع هو البوق .
ينشأ سرطان البوق الثانوي عادة من سرطان المبيض، وبطانة الرحم، والجهاز الهضمي، والصفاق، والثدي.

## التشخيص
قد يكشف فحص الحوض عن كتلة بالملحقات. اختبار الدم CA-125 هو اختبار غير محدد يميل إلى أن يكون مرتفع في المرضى الذين يعانون من سرطان الأنبوبة. ومن الاختبارات الأكثر تحديدا تخطيط الصدى النسائي، والأشعة المقطعية، وتصوير الحوض بالرنين المغناطيسي. في بعض الأحيان، قد يتم الكشف عن سرطان أنبوب فالوب في وقت مبكر مصادفة أثناء جراحة الحوض.

## العلاج
النهج الأولي للتعامل مع سرطان قناة فالوب هو عموما الجراحة المشابهة لتلك التي تتم مع سرطان المبيض. وبما أن الآفة سوف تنتشر أولا إلى الرحم والمبيض، يعتبر استئصال الرحم الكلي من البطن هو جزء أساسي من هذا النهج مع إزالة المبايض والأنابيب والرحم وعنق الرحم. وأيضا، يتم غسل الصفاق، وإزالة الغشاء الشحمي، وأخذ عينات من العقد اللمفاوية الموجودة بالحوض والمجاورة للأورطى. وسوف تحدد مراحل تطور السرطان في وقت الجراحة والنتائج المرضية مزيد من الخطوات. في الحالات المتقدمة التي ينتشر فيها السرطان إلى أعضاء أخرى، ولا يمكن أن يتم إزالته تماما، تستخدم جراحة الاختزال الخلوي لتقليل الورم بالنسبة للعلاجات اللاحقة. العلاجات الجراحية عادة ما يتبعها العلاج الكيميائي المرتكز على البلاتين. كما تم تطبيق العلاج الإشعاعي بنجاح للمرضى الذين يعانون من سرطان الأنبوبة للحصول على نتائج ملطفة أو علاجية.

## مراحل تطور مرض السرطان
يتم تحديد مراحل تطور المرض طبقا للاتحاد الدولي لأمراض النسا والتوليد أثناء الجراحة:
المرحلة 0: السرطانة اللابدة
المرحلة الأولى: يقتصر النمو على قناة فالوب
المرحلة الثانية: النمو الذي ينطوي على أحد أو كلا قناتي فالوب مع الامتداد إلى الحوض
المرحلة الثالثة:يشمل الورم أحد أو كلا قناتي فالوب أنابيب مع الانتشار خارج الحوض
المرحلة الرابعة: يتضمن النمو أنبوب فالوب واحد أو أكثر مع الانبثاث البعيد

## توقع سير المرض
يعتمد توقع سير المرض إلى حد كبير على مرحلة الحالة. في عام 1991، وُجِد أن حوالي نصف المرضى الذين يعانون من المرض في مرحله المتقدمة يستطيعون البقاء على قيد الحياة لمدة 5 سنوات مع التدخل بالجراحة التي تليها العلاج الكيميائي القائم على السيسبلاتين.

## التواتر
يعتبر سرطان قناة فالوب سرطان أولي نادر نسبيا بين النساء، حيث يمثل 1-2% من جميع سرطانات الجهاز التناسلي للمرأة. في الولايات المتحدة الأمريكية، كان معدل الإصابة بسرطان الأنبوبة 0.41 لكل 100,000 امرأة في الفترة من 1998 إلى 2003. ويتشابه في التوزيع الديموغرافي مع سرطان المبيض، ووُجدت أعلى نسبة إصابة به بين النساء البيض والنساء الذين تتراوح أعمارهم بين 60-79 سنة. ومع ذلك، تشير الأدلة الحديثة إلى أن سرطان الأنبوبة أصبح أكثر تواترا.
تتراكم الأدلة التي تشير إلى أن الأفراد الذين يعانون من طفرات في البروتينات BRCA1 و BRCA2 هم في مخاطر أعلى لتطوير سرطان قناة فالوب الأولي.

## روابط خارجية
- Cancer.Net Fallopian Tube Cancer